# Holden Barina
O Barina foi um modelo compacto da Holden.